# Gramado
Gramado är en kommun i Brasilien.   Den ligger i delstaten Rio Grande do Sul, i den södra delen av landet, 1 500 km söder om huvudstaden Brasília. Antalet invånare är 32 300.
I omgivningarna runt Gramado växer i huvudsak städsegrön lövskog. Runt Gramado är det ganska tätbefolkat, med 134 invånare per kvadratkilometer.